# Kanton Lons-le-Saunier-Sud
Lons-le-Saunier-Sud is een voormalig kanton van het Franse departement Jura. Het kanton maakte deel uit van het arrondissement Lons-le-Saunier. Het werd opgeheven bij decreet van 17 februari 2014 met uitwerking op 22 maart 2015.

## Gemeenten
Het kanton Lons-le-Saunier-Sud omvatte de volgende gemeenten:
- Bornay
- Chilly-le-Vignoble
- Courbouzon
- Frébuans
- Geruge
- Gevingey
- Lons-le-Saunier (deels, hoofdplaats)
- Macornay
- Messia-sur-Sorne
- Moiron
- Trenal
- Vernantois